# Pataugas
Pataugas est le nom d'une marque de chaussures de marche créée le 24 août 1950 par René Elissabide, un industriel de Mauléon, village de la province de la Soule dans le pays basque français. Elle connut un grand succès en France des années 1960 aux années 1980.

## Histoire
À partir du brodequin, chaussure toilée traditionnelle du Pays basque, l'industriel vulcanise une épaisse semelle crantée obtenue avec de la pâte de caoutchouc chauffée à l'aide d'un réchaud à gaz, d'où le nom de Pataugas (« pâte au gaz »). Dès 1953, l'entreprise lance un nouveau modèle, la botte Texas, après un voyage de René Elissabide aux États-Unis. En 1955, l'entreprise organise un évènement promotionnel où un groupe de trois randonneurs, les « trois Etche » (Etcheberry, Etchegoyen, Etchebarne), traversent la France de Mauléon à Lille, chaussés de Pataugas.
Grâce à sa robustesse, la « Pataugas » devient la chaussure préférée de plusieurs générations de scouts, militaires et randonneurs de toutes sortes. C'est l'une des seules marques pendant les années 1950 et 1960 pouvant être trouvée en Algérie.
Pataugas est distribuée en France par le groupe Royer (qui distribue entre autres les marques Kickers, New Balance ou Umbro) puis par le groupe Groupe André à partir de 1987,. Ce groupe va marquer un tournant dans la stratégie du fabricant avec une marque s'adaptant davantage à la mode et en délocalisant la production. L'usine historique de Mauléon ferme en 1995. En 2001, André change de nom et devient Vivarte. En 2015, Pataugas fait un chiffre d'affaires de 15 millions d'euros.
Consécutivement aux problèmes rencontrés par Vivarte, la marque est vendue en mars 2017 à un trio d'entrepreneurs français de la holding Hopps Group.
En 2018, Pataugas développe son réseau de vente en passant de quatre à huit boutiques en un mois.
En 2023, la marque est rachetée par le groupe français VGM Holding (Chaussea).